# Stella Li
 (novembre 2024).
Stella Li est une dirigeante d'entreprise chinoise. 
Elle est vice-présidente exécutive de BYD Company Limited et présidente de BYD Americas; une entreprise mondiale de technologies vertes basée à Los Angeles. La marque est spécialisée dans la fabrication de véhicules électriques, de systèmes de stockage d'énergie par batterie et de solutions solaires. 
Elle est la figure de la marque BYD d'automobile chinoise pour les marchés de l'Europe et de l'Amérique du Nord.

## Biographie

### Enfance, éducation et débuts
Stella Li est titulaire d'un B.A. en Statistiques de la Fudan University - l'une des top 5 universités en Chine,.

### Carrière
Avant d’être nommée présidente en février 2010, Stella Li a occupé le poste de vice-présidente senior de BYD. Elle a joué un rôle clé dans l’expansion internationale de l’entreprise, en établissant un bureau à Hong Kong en 1997 et le premier siège européen de BYD à Rotterdam en 1999,.
Pionnière de l’expansion de BYD en Amérique, Stella Li a lancé les opérations sur ce continent, initialement à Chicago, avant de les déplacer à Los Angeles en 2011,. Elle a supervisé l’ouverture des usines de fabrication de bus électriques, camions et modules énergétiques à Lancaster, en Californie, en 2013. 
Sous sa direction, BYD a connu une croissance exponentielle, formé des partenariats stratégiques et affirmé sa position comme un acteur mondial majeur dans plusieurs secteurs,.

### Distinctions
Stella Li a été honorée à de nombreuses reprises. 
- 2021, Forbes China l’a classée parmi les "Most Powerful Women", les "60 Outstanding Chinese in North America" et les "Women in Tech"
- 2018, elle est parmi les “Women of the Year” en Californie et gagne le “Business Leader” Award. In 2017, Li was awarded US-China Business Leadership Award by the US-China Policy Foundation.